# (46514) Lasswitz
(46514) Lasswitz est un astéroïde de la ceinture principale.

## Description
(46514) Lasswitz est un astéroïde de la ceinture principale. Il fut découvert le 15 mai 1977 à La Silla par Hans-Emil Schuster. Il présente une orbite caractérisée par un demi-grand axe de 2,31 UA, une excentricité de 0,20 et une inclinaison de 23,8° par rapport à l'écliptique.

## Compléments